# Геометрическая теория меры
Геометрическая теория меры занимается изучением геометрических свойств множеств (как правило, в евклидовом пространстве) с помощью теории меры.

## История
Геометрическая теория меры родилась как подход к решению задачи Плато о существовании поверхности наименьшей площади при данной границе. 

## Основные понятия
- Спрямляемое множество
- Поток
- Формула коплощади
- Изопериметрическая задача

## Примеры
- Неравенство Брунна — Минковского